# Triljard
Triljard är talet 1021 och kan skrivas med en etta följd av 21 nollor, alltså
1 000 000 000 000 000 000 000.
SI-prefixet för en triljard är zetta.